# Mota del Cuervo (kommun)
Mota del Cuervo är en kommun i Spanien.   Den ligger i provinsen Provincia de Cuenca och regionen Kastilien-La Mancha, i den centrala delen av landet, 120 km sydost om huvudstaden Madrid. Antalet invånare är 6 370.